# 食品卫生
食物衛生是指一系列與食物的進食、烹調及保存相關的衛生常識。日常因飲食而引起的問題，主要都是因為細菌在食物滋長，從而引致食物中毒。透過下列的方法對食物衛生作安全監管，可以使食用者避免透過進食而使身體健康受損。食物衛生可以分為兩方面：
1. 進食食物時要注意的衛生常識
2. 烹調及保存食物時要注意的衛生常識

### 進食前
1. 要用洗手液和流動的水喉下洗手至少10秒
2. 要把餐具清洗乾淨

### 食物烹調
1. 煮食時要穿上清潔的衣服，並掛上圍裙。
2. 當處理食物前及處理生肉、魚類及禽鳥後，應使用溫暖的肥皂水洗手。
3. 用橡皮圈或髮網把頭髮紮起。
4. 若在食物工場工作，必須用帽子把頭髮蓋上。

### 食物保存
1. 熱食應該保存於60°C以上的地方，而冷食應保存於4°C以下的地方。任何食物都不宜在4-60°C的環境下逗留超過兩小時。
2. 不論是肉食、水果或蔬菜，在處理前都應該徹底清洗，以清除附在表面的細菌、農藥或防腐劑。
3. 未熟及已熟的食物，應使用不同的砧板及刀具。切勿使用同一套刀具及砧板，以避免交叉感染。
4. 生肉應該與熟肉放在不同的地方貯存，切勿把生肉和熟肉放在一起。
5. 砧板及刀具在處理過生肉之後，在再用前都必須清潔。
6. 在食物工場煮熱肉類時，需使用即時電子溫度計量店肉類的內部溫度，以確保食物得以完全熟透。
7. 在食物工場工作的工人，都應該確保身體健康，以免在處理食物時透過呼吸或飛沫把細菌傳染到食物上。

## 參看
- 食物保存法
- 食物中毒
- 餐桌禮儀
- 食品接觸材料
- 食品安全